# Otto Roehm (Ringer)
Otto Frederick Roehm (* 2. August 1882 in Hamilton, Ontario; † 1. Mai 1958 in Buffalo, New York) war ein kanadisch-US-amerikanischer Ringer.

## Leben und Erfolge
Otto Frederick Roehm war ein Sohn von Lorence Roehm und Mary Victoria Beltz. Roehm nahm 1904 an den Olympischen Sommerspielen in St. Louis teil. Dabei unterlag er im Weltergewicht im Halbfinale Bill Beckman und gewann eine Goldmedaille im Leichtgewicht.